# Contea di Union (Illinois)
La contea di Union ( in inglese Union County ) è una contea dello Stato dell'Illinois, negli Stati Uniti. La popolazione al censimento del 2000 era di 18 293 abitanti. Il capoluogo di contea è Jonesboro.